# آدام شنکمن
آدام شنکمن (انگلیسی: Adam Shankman؛ زاده ۲۷ نوامبر ۱۹۶۴) یک هنرپیشه، نویسنده، تهیه‌کننده و کارگردان اهل ایالات متحده آمریکا است. وی از سال ۱۹۸۳ میلادی تاکنون مشغول فعالیت بوده‌است.